# Gare de Betzdorf
La gare de Betzdorf est une gare ferroviaire luxembourgeoise de la ligne 3, de Luxembourg à Wasserbillig-frontière, située sur le territoire de la commune de Betzdorf, dans le canton de Grevenmacher.
Elle est mise en service en 1908 par la Direction générale impériale des chemins de fer d'Alsace-Lorraine, l'exploitant des lignes de la Société royale grand-ducale des chemins de fer Guillaume-Luxembourg. C'est une halte voyageurs de la Société nationale des chemins de fer luxembourgeois (CFL), desservie par des trains Regionalbunn (RB) uniquement.

## Situation ferroviaire
Établie à 229 mètres d'altitude, la gare de Betzdorf est située au point kilométrique (PK) 24,658 de la ligne 3, de Luxembourg à Wasserbillig-frontière, entre les gares de Roodt et de Wecker.

## Histoire
La station de Betzdorf est mise en service le 1er janvier 1908 par la Direction générale impériale des chemins de fer d'Alsace-Lorraine, l'exploitant (1871-1919) des lignes de la Société royale grand-ducale des chemins de fer Guillaume-Luxembourg.
Elle perd son personnel et devient une halte en 1970.

## Service des voyageurs

### Accueil
Halte CFL, c'est un point d'arrêt non géré (PANG) à accès libre. Elle dispose de deux abris et d'un automate pour l'achat de titres de transport.

### Desserte
Betzdorf est desservie par des trains Regionalbunn (RB) qui exécutent les relations suivantes, :
- Luxembourg - Wasserbillig - Trèves-Hbf.

### Intermodalité
La gare est desservie à distance à l'arrêt Betzdorf,Bei der Schoul par la ligne 322 du Régime général des transports routiers et, la nuit, par la ligne Nightlifebus Betzdorf du service « Nightbus ».
Un parc pour les vélos (7 places) et un parking pour les véhicules (6 places) y sont aménagés.